# Fortim de Nossa Senhora dos Remédios (Ilha das Flores)
O Fortim de Nossa Senhora dos Remédios localizava-se na povoação e freguesia da Fajãzinha, concelho das Lajes das Flores, na costa oeste da ilha das Flores, nos Açores.
Em posição dominante sobre o seu trecho do litoral, constituiu-se em um fortim destinado à defesa contra os ataques de piratas e corsários, outrora frequentes nesta região do oceano Atlântico.

## História
No contexto da Guerra da Sucessão Espanhola (1702-1714) encontra-se referido como "O Fortim de Nossa Senhora dos Remédios." na relação "Fortificações nos Açores existentes em 1710".
A estrutura não chegou até aos nossos dias.